# Борзова, Галина Александровна
Галина Александровна Борзова (09.06.1926—05.08.2009) — ткачиха Краснодарского камвольно-суконного комбината Министерства лёгкой промышленности РСФСР. Герой Социалистического Труда.

## Биография
Родилась 9 июня 1926 года в деревне Абрамово Вологодского уезда Вологодской губернии, ныне Вологодского района Вологодской области, в крестьянской семье. Русская.
Великую Отечественную войну прошла санитарной дружинницей.
В 1952 году окончила Ивановский текстильный институт по специальности техника-технолога по качеству хлопка и первоначально работала преподавателем общих дисциплин в школе фабрично-заводского ученичества.
В 1956 году Г. А. Борзова переехала на Кубань и поступила работать ткачихой на Краснодарский камвольно-суконный комбинат.
Указом Президиума Верховного Совета СССР от 9 июня 1966 года за выдающиеся заслуги в выполнении заданий семилетнего плана и достижение высоких технико-экономических показателей по производству тканей, трикотажа, обуви, швейных изделий и другой продукции лёгкой промышленности, Борзовой Галине Александровне присвоено звание Героя Социалистического Труда с вручением ордена Ленина и золотой медали «Серп и Молот».
С конца 1950-х годов Г. А. Борзова была бессменным председателем профкома комбината до выхода на пенсию в 1981 году.
Избиралась депутатом Верховного Совета СССР 7-го созыва (1966-1970).
Проживала в городе Краснодаре, скончалась 5 августа 2009 года, похоронена в Краснодаре Краснодарского края.

## Награды
- Золотая медаль «Серп и Молот» (09.06.1966);
- Орден Ленина (09.06.1966)
- Орден Трудового Красного Знамени (05.04.1971)
- Медаль «За трудовую доблесть»
- Медаль «В ознаменование 100-летия со дня рождения Владимира Ильича Ленина» (6 апреля 1970)
- и другими

## Память
- В Краснодаре установлена мемориальная доска с именами Героев Социалистического Труда Кубани и Адыгеи